# خالد سلام سعيد
خالد سلام سعيد شواني (مواليد 1975 - كركوك) هو سياسي عراقي، يشغل منصب وزير العدل العراقي في حكومة محمد شياع السوداني، كان سابقاً عضواً في مجلس النواب العراقي بين عامي 2005 و 2014 عن قائمة الاتحاد الوطني الكوردستاني.

## التحصيل الدراسي
- حاصل على شهادة البكالوريوس في القانون من كلية القانون في جامعة بغداد.
- حاصل على شهادة الماجستير في القانون الدستوري من كلية القانون والسياسة في جامعة كركوك.
- حاصل على درجة الدكتوراه في القانون من كلية الحقوق في جامعة المنصورة.[2]

## المناصب
- مستشار القانوني لرئيس جمهورية العراق بين 2014 - 2016، والناطق الرسمي بأسم رئاسة جمهوریة العراق.
- رئيس اللجنة العليا لاعادة صياغة القوانين العراقية 2013.
- رئيس اللجنة القانونية في مجلس النواب العراقي 2010 - 2014.
- نائب في مجلس النواب العراقي 2010 - 2014.
- عضو ومقرر في اللجنة القانونية لمجلس النواب العراقي 2006-2010.
- عضو مجلس النواب العراقي 2006-2010.